# Dynamo
Een dynamo of gelijkstroomgenerator is een machine waarin mechanische energie, binnenkomend via een draaiende as, omgezet wordt in elektrische gelijkstroomenergie. De tegenpool van de dynamo is de gelijkstroommotor, waarin elektrische gelijkstroomenergie omgezet wordt in mechanische energie.
De dynamo (van het Griekse δύναμις (dunamis): lichaamskracht, macht, troepen) was vroeger een andere naam voor elektrische generator, maar wordt – na de ontwikkeling van de alternator – voornamelijk gebruikt om generatoren aan te duiden die gelijkstroom opwekken met behulp van een commutator. De wisselstroomgenerator van een fiets wordt echter nog steeds dynamo genoemd.

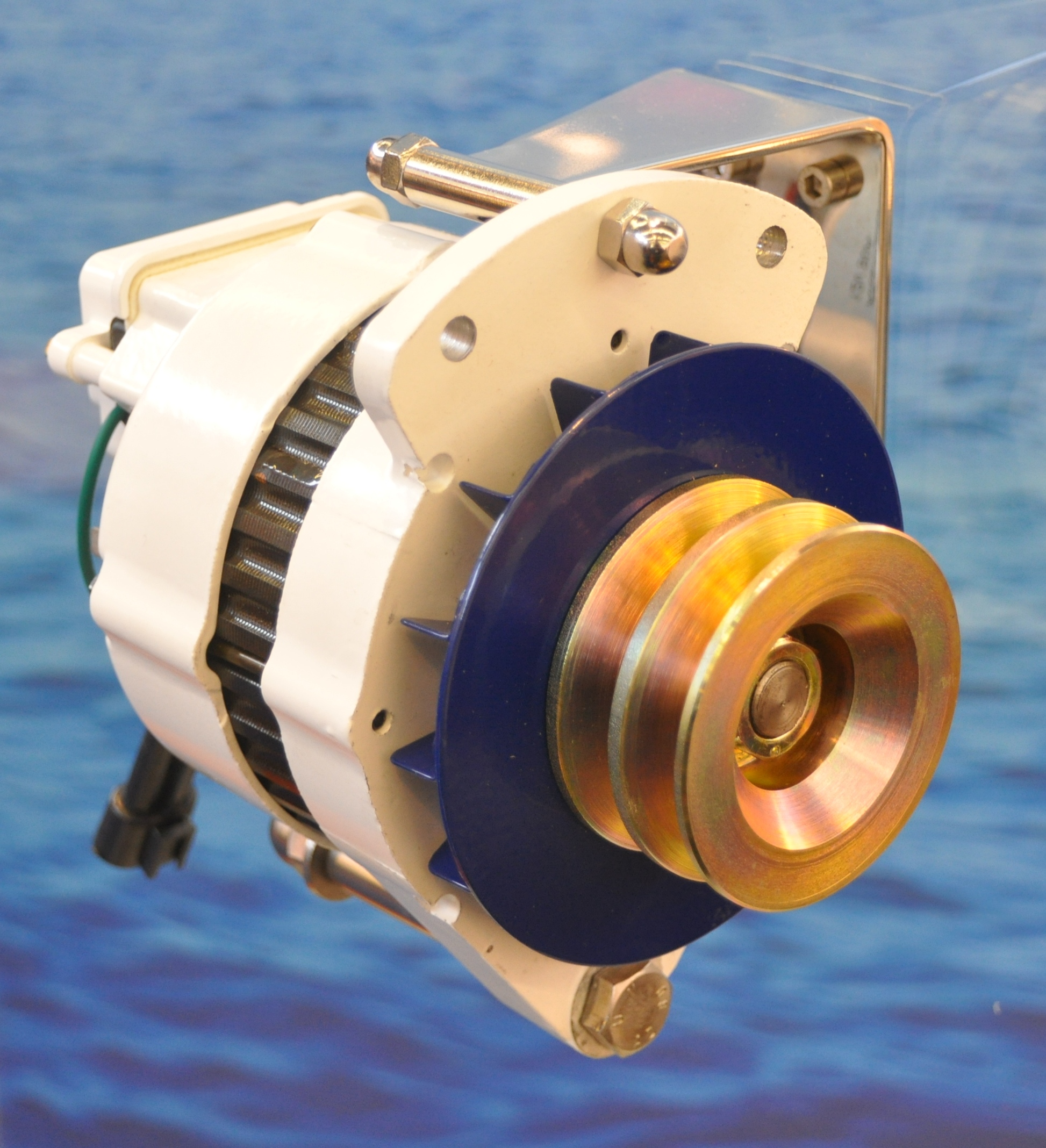
Een kleine 3-fasen alternator met ingebouwde gelijkrichter en 14 V spanningsregelaar, gebruikt in moderne voer- en vaartuigen

## Uitvinder
De Engelse natuur- en scheikundige Michael Faraday ontdekte in 1831 het principe van de elektromagnetische inductie en legde daarmee het fundament voor de dynamo en de elektromotor.

## Constructie
Hoewel de specifieke uitvoeringen onderling kunnen verschillen, bestaat elke dynamo in principe uit de volgende onderdelen:
- De stator, het stilstaande gedeelte van gietstaal waarin het magneetveld wordt gevormd. Bij kleine uitvoeringen door een of meer permanente magneten, bij de grotere uitvoeringen door elektromagneten (veldspoelen). Het magneetveld dat in de stator wordt opgewekt, wordt het excitatie- of bekrachtigingsveld genoemd.
- Het anker (of rotor) met commutator: het draaiende gedeelte met de ankerspoelen waarin de spanning wordt opgewekt. Om het ijzerverlies te beperken is het anker opgebouwd uit een groot aantal ankerblikken van weekijzer, die ten opzichte van elkaar door een dun laklaagje zijn geïsoleerd. De uiteinden van de ankerspoelen zijn verbonden met de koperen lamellen van de commutator. De lamellen zijn onderling geïsoleerd met plaatjes micaniet.
- De borstelbrug met de koolborstels, die op de commutator rusten. Hiermee wordt de stroom van het draaiende anker afgenomen.
- Net als bij gelijkstroommotoren worden bij grotere dynamo’s hulp- en/of compensatiewikkelingen in de stator aangebracht om de gevolgen van ankerreactie in te perken of op te heffen.

## Historische mijlpalen

### Pixii's dynamo

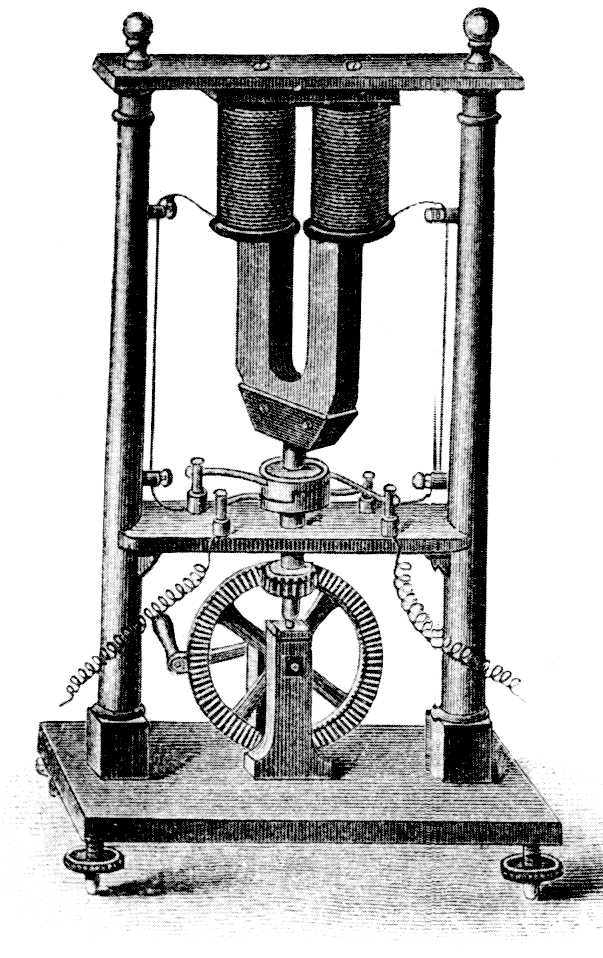
Pixii's dynamo met commutator

Gebaseerd op Michael Faraday's principe van elektromagnetisme werd in 1832 de eerste dynamo gebouwd door Hippolyte Pixii, een Franse instrumentmaker. Pixii gebruikte een hoefijzermagneet, die met een kruk handmatig werd rondgedraaid. De draaiende permanente magneet was zo geplaatst dat de noord- en de zuidpool afwisselend langs een ijzeren kern bewogen die was omwikkeld met draad. Pixii ontdekte dat de draaiende magneet stroompulsen in de spoelen opwekte elke keer dat een pool de spoel passeerde. De noord- en de zuidpool van de magneet induceerden stromen in tegengestelde richting, zodat een wisselstroom ontstond. Door een commutator toe te voegen wist Pixii de wisselstroom om te zetten in een gelijkstroom.

### Jedliks dynamo
In 1827 begon de Hongaar Ányos Jedlik te experimenteren met draaiende elektromagnetische apparaten, die hij elektromagnetische zelfrotors noemde. In zijn prototype van de eenpolige elektrische starter waren zowel het vaste als het draaiende gedeelte elektromagnetisch. In essentie kwam dit erop neer twee tegenover elkaar geplaatste elektromagneten te gebruiken in plaats van permanente magneten. Omdat elektromagneten veel sterkere magneetvelden kunnen leveren, kon de dynamo van Jedlik hogere spanningen opwekken en dus grotere vermogens leveren.
In 1859 ontdekte hij het principe van de elektrodynamische zelfbekrachtiging bij dynamo's. In zijn journalen beschreef hij, dat de kleine hoeveelheid remanent magnetisme dat achterblijft in een elektromagneet, voldoende sterk bleek te zijn om zijn dynamo te starten. In 1861 bouwde hij de "eenpolige dynamo", die van deze zelfbekrachtiging gebruikmaakte. Hierdoor formuleerde hij het concept van de moderne dynamo, zeker zes jaar voordat Werner von Siemens en Charles Wheatstone dat zouden doen.

### Dubbel T-anker
Een andere belangrijke stap voorwaarts was de invoering van het dubbel T-anker van Werner von Siemens rond het jaar 1857. Dit anker bestaat uit een cilindervormige ijzerkern met twee groeven waarin de ankerwikkeling is aangebracht. Door de kleine luchtspleet tussen het anker en de magneet is de magnetische flux vrij groot, zodat Siemens' dynamo en veel groter vermogen kon ontwikkelen.
In 1867 (her)ontdekte Siemens het principe van zelfopwekking, waardoor hij nog sterkere dynamo's voor zijn telegrafiesystemen kon bouwen.

### Grammeringdynamo

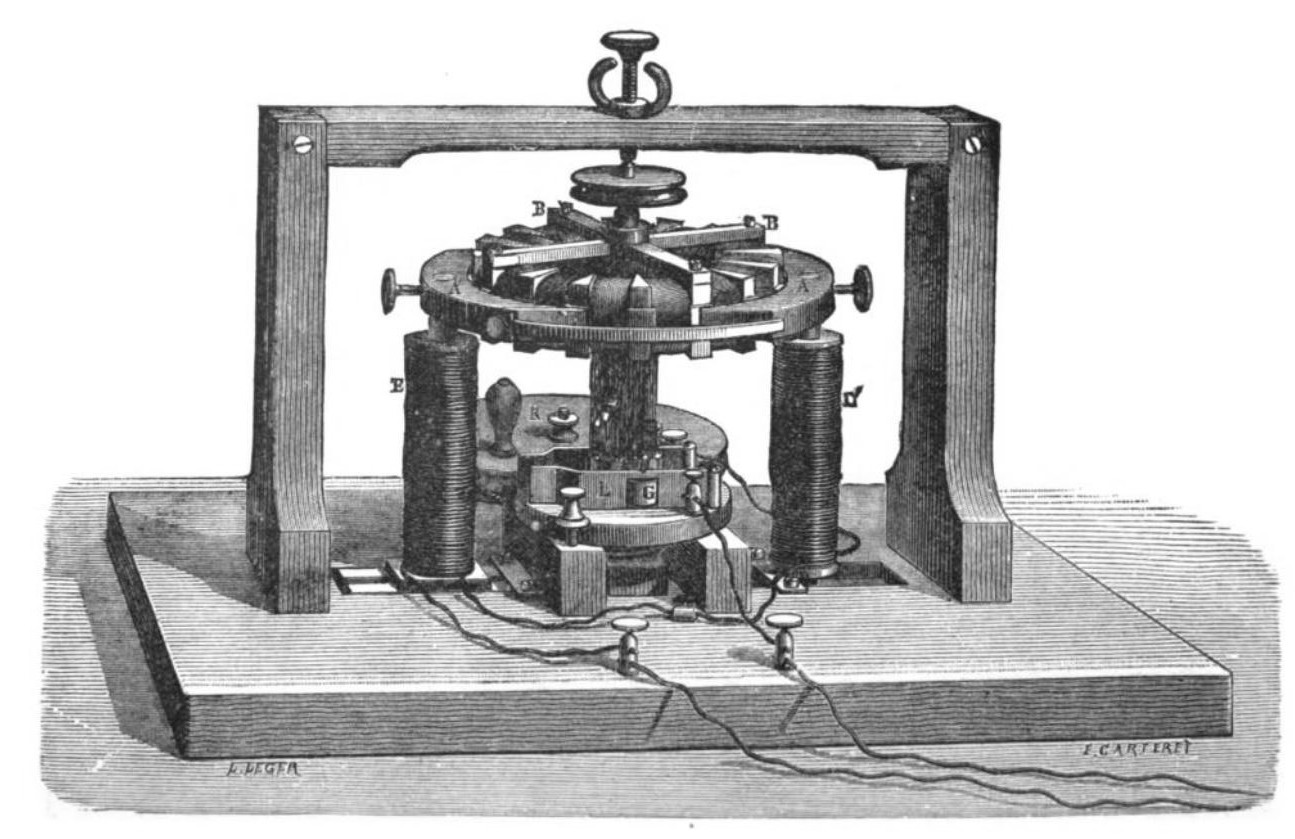
Pacinottidynamo

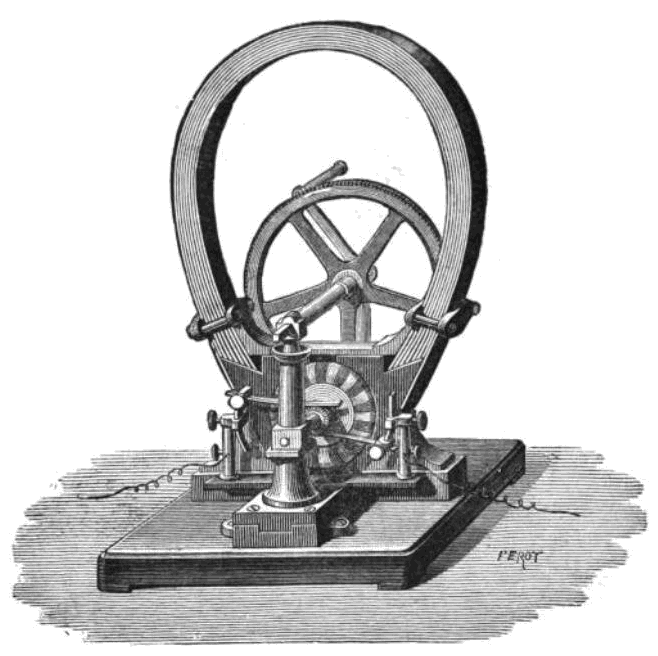
Kleine grammedynamo

Beide van de hierboven genoemde ontwerpen hadden eenzelfde probleem: ze induceerden "piek"vormige stromen. Antonio Pacinotti, een Italiaanse wetenschapper, loste dit op door de draaiende tweepolige rotor te vervangen door een meerpolige rotor die rond een ijzeren ring was gewikkeld. Dit zorgde ervoor dat er altijd een gedeelte van de rotorspoel in het magnetische veld bevond en de dynamo daardoor een gelijkmatigere stroom leverde.
Zénobe Gramme herontwikkelde en verbeterde dit concept een paar jaar later toen hij in 1869 de eerste commerciële dynamo maakte. Dit ontwerp, dat nu bekend is als de grammedynamo, was een continuestroomdynamo, die in staat was veel hogere spanningen te genereren dan de toen bekende dynamo's. Later ontdekte hij dat het apparaat omkeerbaar was en ook als gelijkstroommotor kon functioneren.
Verdere verbeteringen werden doorgevoerd op de ring van Gramme, maar het concept van de dynamo bleef gelijk: namelijk een ronddraaiende, gewikkelde rotor met commutator in een elektromagnetisch bekrachtigingsveld.

## Werking
Door het roteren van het anker zal door inductie in de windingen een spanning – of elektromotorische kracht (EMK) – worden opgewekt. De grootte van de opgewekte spanning wordt gegeven door de formule:
{\displaystyle E_{r}=c\cdot \omega _{r}\cdot \Phi }
Hierin is:
{\displaystyle E_{r}} de ankerspanning in volt (V)
{\displaystyle c} de constructieconstante van de dynamo
{\displaystyle \omega _{r}} de hoeksnelheid van de rotor in rad sec−1
{\displaystyle \Phi } de poolflux van het bekrachtigingsveld in weber (Wb)
Als gevolg van onder andere de inwendige weerstand van de dynamo is bij stroomafname de spanning op de uitgangsklemmen van de dynamo:
{\displaystyle U_{k}=E_{r}-I_{a}\cdot R_{a}-U_{c}}
Hierin is:
{\displaystyle U_{k}} de klemspanning in volt (V)
{\displaystyle I_{a}} de ankerstroom in ampère (A)
{\displaystyle R_{a}} de weerstand van het anker in ohm (Ω)
{\displaystyle U_{c}} het spanningsverlies van de commutator in volt (V)
Wanneer de dynamo wordt belast, zal er een stroom door de ankerwikkeling lopen. Deze stroom zal in het magnetisch veld een lorentzkracht opwekken. Tegengesteld aan het drijvende koppel, zal deze ankerstroom {\displaystyle I_{a}} een tegenkoppel {\displaystyle T_{t}} creëren:
{\displaystyle T_{t}=c\cdot \Phi \cdot I_{a}}
Hierin is:
{\displaystyle T_{t}} het tegenkoppel in newtonmeter (Nm)
{\displaystyle c} de constructieconstante van de dynamo
{\displaystyle \Phi } de poolflux van het bekrachtigingsveld in weber (Wb)
{\displaystyle I_{a}} de ankerstroom in ampère (A)

## Uitvoeringsvormen
De wijze van bekrachtiging – het opwekken van het magnetische veld in de stator – bepaalt, in belangrijke mate het gedrag van de dynamo. De meest voorkomende uitvoeringsvormen zijn:

### Permanente magneten
Omdat de magnetische flux van permanente magneten relatief klein is, worden deze vooral toegepast bij dynamo's met lage vermogens. Voordeel is dat zulke dynamo's kleiner, efficiënter en betrouwbaar zijn. Doordat permanente magneten een constante magnetische flux leveren, is de klemspanning evenredig met het toerental.

### Afzonderlijke bekrachtiging

Spanningsregeling dynamo

Bij een afzonderlijk of vreemd bekrachtigde dynamo worden de veldspoelen in de vorm van elektromagneten gevoed uit een aparte gelijkstroombron, zoals een accu, een gelijkgerichte wisselspanning of een andere dynamo.
Daar de grootte van de opgewekte spanning afhankelijk is van de magnetische flux van de veldwikkeling, kan deze geregeld worden door de stroom in de veldketen te variëren. Het regelen van de bekrachtigingsstroom kan worden gedaan door in serie met de veldwikkeling een regelweerstand Rv op te nemen, de veldregelaar.
Vaak is de veldregelaar uitgerust met een rustcontact, om de veldwikkeling kort te sluiten bij uitschakeling. Hiermee worden hoge inductiespanningen voorkomen. In de kortgesloten veldketen wordt de eventueel nog aanwezige magnetisch energie omgezet in warmte.
Omdat de spanningsregeling op een zeer soepele wijze plaatsvindt, is deze vorm van bekrachtigen bijzonder geschikt voor de voeding van gelijkstroommotoren met een sterk wisselende belasting, de Ward-Leonardschakeling.

### Eigen bekrachtiging
Bij dynamo’s met zelfbekrachtiging wordt de stroom voor de elektromagneten door de dynamo zelf geleverd, door de veldwikkeling parallel aan te sluiten over de ankerwikkeling. Een dynamo met zelfbekrachtiging komt op spanning door het in de poolkernen achtergebleven remanent magnetisme. Dit gaat als volgt:
- Door het zwakke remanent magnetische veld wekt het draaiende anker een kleine spanning, de zogenaamde remanentiespanning, op.
- Deze remanentiespanning zorgt voor een klein stroompje in de veldspoelen.
- Is de richting goed dan wordt het magnetisch veld versterkt.
- De opgewekte spanning in het anker neemt verder toe.
- De stroom in de veldspoelen wordt groter en het veld wordt verder versterkt.

Dit gaat door totdat de magneetkernen verzadigd zijn en de ankerspanning niet verder meer zal toenemen. Is echter de richting van de stroom door de veldspoelen verkeerd dan zal het remanent magnetisme uit de poolkernen verdwijnen en komt de dynamo niet op spanning. De dynamo kan alleen nog op spanning gebracht worden door de veldwikkeling op een externe spanningsbron aan te sluiten. Bij eigen bekrachtiging kan de dynamo ook niet te zwaar belast worden. Gebeurt dit wel, dan zal de stroom de weg van de minste weerstand kiezen (de aangesloten belasting), waardoor er te weinig overblijft voor de statormagneten. In dit geval zal de spanning als de dynamo draait snel minder worden en geheel wegvallen. Een externe spanningsbron is dus ook noodzakelijk bij zware belastingen.
Bij shuntbekrachtiging is de shuntwikkeling direct aangesloten op de uitgangsklemmen. Om het koperverlies te beperken wordt de shuntwikkeling uitgevoerd met veel windingen van dun draad. Door het spanningsverlies in de ankerwikkelingen zal het veld iets afnemen bij toenemende belasting met als gevolg dat de opgewekte ankerspanning ook zal afnemen.
Om dit te voorkomen wordt er een tweede veldwikkeling opgenomen, een seriewikkeling die in serie staat met de ankerwikkeling. Deze uitvoeringsvorm wordt compoundbekrachtiging genoemd. Bij een toenemende ankerstroom zal de veldsterkte in de seriewikkeling groter worden en zo de afnemende veldsterkte van de shuntwikkeling compenseren. De klemspanning wordt dan onafhankelijk van de belasting.

## Vermogensomzetting
In een dynamo wordt mechanisch vermogen omgezet in elektrisch vermogen volgens onderstaande formule:
{\displaystyle T\cdot \omega _{r}=P_{\text{mech}}\Longleftrightarrow P_{\text{elek}}=E_{r}\cdot I_{a}}
Niet alle mechanisch vermogen wordt omgezet in elektriciteit. Een gedeelte van het toegevoerde vermogen gaat verloren, en komt in de machine vrij als warmte. Deze vermogensverliezen zijn:
- Mechanische verliezen {\displaystyle P_{\text{m}}}: Wrijvingsverliezen veroorzaakt door de lagers, borstels op de commutator en ventilator van de dynamo.
- IJzerverliezen {\displaystyle P_{\text{fe}}}: Hysteresis- en wervelstroomverliezen in de ferromagnetische keten van de rotor en poolschoenen.
- Koperverliezen {\displaystyle P_{\text{cu}}}: Jouleverliezen in anker-, bekrachtiging-, hulp en/of compensatiewikkelingen.

Het nuttige elektrische vermogen Pn kan vervolgens berekend worden met:
{\displaystyle P_{\text{n}}=U_{k}\cdot I=(E_{r}\cdot I_{a})-P_{\text{cu}}=P_{\text{as}}-P_{\text{m}}-P_{\text{fe}}-P_{\text{cu}}}

### Rendement
Het rendement {\displaystyle \eta } van een dynamo is de verhouding van het nuttige elektrisch vermogen {\displaystyle P_{\text{n}}} tot het toegevoerde asvermogen {\displaystyle P_{\text{as}}}:
{\displaystyle \eta ={\frac {P_{\text{n}}}{P_{\text{as}}}}={\frac {P_{\text{n}}}{P_{\text{n}}+P_{\text{m}}+P_{\text{fe}}+P_{\text{cu}}}}}
Het totale rendement van een dynamo is afhankelijk van de belastingstroom en ligt tussen de 80 en 94%.

## Toepassingen
Door de verbeterde techniek van gelijkrichters is het toepassingsgebied van dynamo’s sterk achteruitgegaan. Dynamo's worden of werden toegepast op de volgende gebieden:
- Tachogenerator in de meet- & regeltechniek.
- Voor de komst van de vermogenselektronica werden dynamo’s veel toegepast in roterende omvormers voor het omvormen van de ene soort elektrische energie in een andere gewenste soort en met de gewenste spanning en frequentie.
- Ook in regelsystemen, zoals de Ward-Leonardschakeling, een snelheidsregeling met behulp van gelijkstroommachines, werden dynamo's toegepast als roterende omvormer.
- In elektriciteitscentrales worden soms nog dynamo’s gebruikt om de gelijkspanning op te wekken voor de bekrachtiging van de excitatiespoelen van de wisselstroomgeneratoren (alternatoren).
- Voeding van gelijkstroomnetten voor bijvoorbeeld laboratoriumdoeleinden en het laden van batterijen.
- Op fietsen wordt een fietsdynamo gebruikt om stroom voor de verlichting te leveren. Eigenlijk is de fietsdynamo een alternator, omdat er wisselspanning wordt opgewekt in plaats van gelijkspanning. De meest gebruikte fietsdynamo wordt voor gebruik tegen de voorband gedrukt. Er bestaan ook dynamo's die als een rol tegen de achterband lopen. Bij moderne fietsen is de dynamo soms verwerkt in de wielnaaf, men spreekt dan van een naafdynamo.